# Ge fan i våra vatten
Ge fan i våra vatten är ett album med svenska rockmusiker utgivet i samarbete med Sportfiskarna, som ett ideellt projekt där överskottet går oavkortat till fiskevård. Projektets initiativtagare var Erik Ohlsson (gitarrist i Millencolin) och Kimmo Kirvesmäki (manager till samma grupp).

## Låtlista
- Just a Brother - The Soundtrack of Our Lives
- Novo - Millencolin
- Under Bordet - Moneybrother
- Minor Major Problem - Backyard Babies
- You'll Never Know - Weeping Willows
- A View From Nowhere - The Hellacopters
- Itching Fingers - Voice of a Generation
- Razorblade - Randy
- No Sister of Mercy - Bitter Twins
- From Here and On - Bombshell Rocks
- Two Timing Touch and Broken Bones - The Hives
- She Walks the Line - The Accidents